# Composto di gas nobili
Un composto di gas nobili è un composto chimico che contiene elementi appartenenti al gruppo 18 della tavola periodica, i gas nobili.

## Storia
Inizialmente si credeva che i gas nobili non potessero formare composti a causa dei loro configurazione elettronica a gusci chiusi (closed shell), duetto per l'elio e ottetto per tutti gli altri, che li rendono chimicamente stabili e non reagenti.
Tutti i gas nobili hanno gli orbitali s e p pieni e non formano composti facilmente.
A causa della loro alta energia di ionizzazione e della loro affinità elettronica negativa o vicina allo zero, si riteneva che essi non potessero prendere parte ad alcuna reazione.
Nel 1933 Linus Pauling predisse che i gas nobili più pesanti (Z elevato) avrebbero potuto formare composti con fluoro ed ossigeno. Dimostrò l'esistenza dell'esafluoruro di kripton e dell'esafluoruro di xeno (XeF6) e previde che sarebbe potuto esistere lo XeF8 come composto instabile e che l'acido xenico avrebbe formato sali perxenici. Queste predizioni si rivelarono quasi esatte, e si trovò che lo XeF8 non è solo termodinamicamente instabile, ma anche cineticamente. e fino al 2023 non è stato sintetizzato.
I gas nobili più pesanti hanno più gusci elettronici rispetto ai più leggeri. Gli elettroni più esterni subiscono un effetto schermo da parte di quelli più interni, cosa che li rende più facilmente ionizzabili, finché essi vengono attratti da nuclei caricati negativamente. Questi gas nobili possono così formare composti con gli elementi più elettronegativi: fluoro e ossigeno.

### Composti antecedenti al 1962
Prima del 1962, gli unici composti di gas nobili isolati furono i clatrati (inclusi i clatrati idrati). Altri composti, come quelli di coordinazione furono individuati solo tramite metodi spettroscopici.

### Clatrati
I clatrati, conosciuti anche come composti a gabbia, sono composti di gas nobili i quali sono intrappolati nelle cavità dei cristalli di alcune sostanze organiche e non. La condizione essenziale per la loro formazione è che l'atomo ospite sia abbastanza grande per fissarsi nelle cavità dei cristalli. Argon, kripton, e xenon possono formare clatrati con β-quinolo, ma Elio e Neon non possono perché sono troppo piccoli.
I clatrati sono stati utilizzati per separare l'elio e il neon da argon, krypton e xenon. I composti che contengono nuclidi instabili dei gas nobili mantengono chiaramente le loro proprietà di decadimento: il clatrato di 85Kr, ad esempio emette particelle beta, mentre il clatrato di 133Xe emette raggi gamma.

### Composto di coordinazione
Di composti di coordinazione come Ar·BF3 è stata postulata l'esistenza a basse temperature, ma ciò non è mai stato confermato. Inoltre, composti come il WHe2 e il HgHe2 furono osservati dopo un bombardamento elettronico, ma studi recenti hanno mostrato che questi sono probabilmente risultato dell'adsorbimento dell'elio da parte della superficie del metallo. Pertanto, per questo tipo di prodotti, non si può parlare di veri e propri composti chimici

### Idrati
Gli idrati si formano comprimendo i gas nobili nell'acqua. Gli atomi più pesanti, come già sottolineato, formano più facilmente i relativi derivati (in modo equivalente si può dire che il composto formato è più stabile), così Xe·6H2O è l'idrato più stabile. L'esistenza di questi composti è stata, comunque, recentemente discussa.

## Veri composti di gas nobili
Nel 1962, Neil Bartlett notò che il composto altamente ossidante esafluoruro di platino ionizzava l'O2 in O2+. Dato che l'energia di ionizzazione di
O2 a O2+ (1165 kJ mol−1) è quasi uguale all'energia di
ionizzazione dello Xe a Xe+ (1170 kJ mol−1), egli tentò la reazione dello Xe con
PtF6.  Questo produsse un prodotto cristallino, l'esafluoroplatinato di xenon, la cui forma fu proposta come Xe+[PtF6]–.
Fu successivamente mostrato che il composto è effettivamente più complesso, contenendo entrambe
XeFPtF6 e XeFPt2F11. Questo è stato il primo vero composto di un gas nobile.
Successivamente nel 1962 Howard Claassen sintetizzò il primo composto binario di gas nobile (il tetrafluoruro di xenon) trattando xenon e fluoro ad alta temperatura.
Negli anni recenti sono stati preparati numerosi composti di gas nobili, in particolare contenenti xenon. Tra questi ci sono i fluoruri di xenon (XeF2, XeF4, XeF6), gli ossifluoruri (XeOF2, XeOF4, XeO2F2, XeO3F2, XeO2F4) e gli ossidi (XeO3 e XeO4). Il difluoruro di xenon può essere prodotto dalla semplice esposizione di Xe e F2 gassosi alla luce solare; sebbene il mescolamento dei due gas sia stato tentato per oltre 50 anni prima nel tentativo di produrre una reazione, nessuno aveva pensato a esporre semplicemente la miscela alla luce solare.
Il radon reagisce con il fluoro per formare RnF2, che assume una colorazione vagamente gialla allo stato solido. Il kripton reagisce con il fluoro per formare il KrF2, ed eccimeri con breve vita dello Xe2 e alogenuri dei gas nobili come il XeCl2 sono usati nei laser a eccimeri. La scoperta dell'HArF fu annunciata nel 2000. Non sono attualmente noti composti convenzionali dell'He o del Ne.